# Fungo commestibile

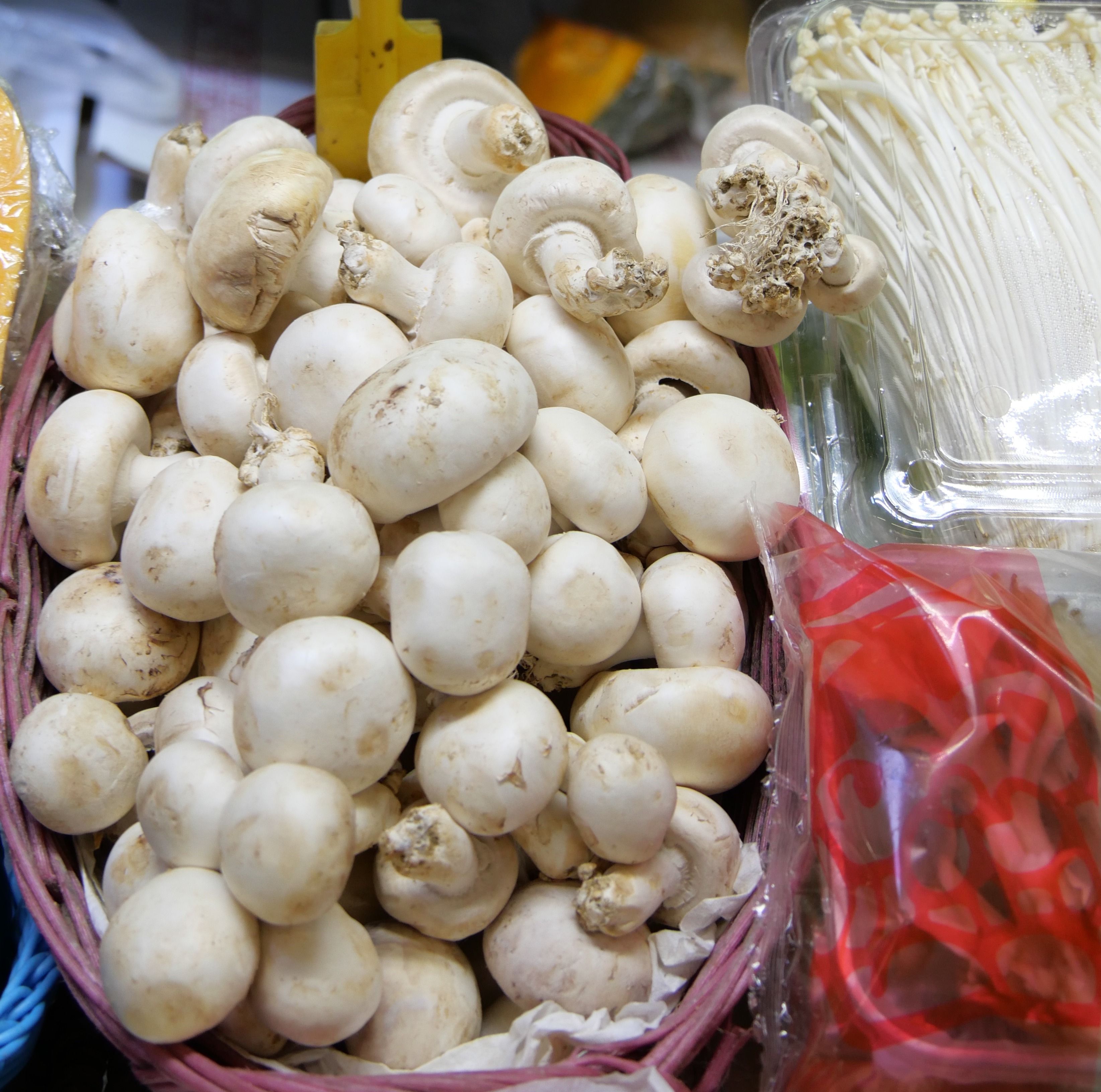
I funghi bianchi e i funghi enoki sono tra i funghi commestibili più comuni, comunemente venduti nei negozi.

I funghi commestibili sono i corpi fruttiferi carnosi di diverse specie di macrofunghi (funghi che presentano strutture fruttifere sufficientemente grandi da essere visibili a occhio nudo). La commestibilità può essere definita in base a criteri quali l'assenza di effetti velenosi sugli esseri umani e il gusto e l'aroma desiderabili. I funghi che hanno un sapore particolarmente gradevole vengono definiti scelti. I funghi commestibili vengono consumati per il loro valore nutrizionale e culinario. I funghi, in particolare i funghi shiitake secchi, assumono un sapore che prende il nome di umami.
Per garantire la sicurezza, i funghi selvatici devono essere identificati correttamente prima di essere consumati. Tra i funghi velenosi mortali che vengono spesso confusi con i funghi commestibili figurano diverse specie del genere Amanita, in particolare A. phalloides, chiamato anche il cappello della morte. Alcuni funghi commestibili possono causare reazioni allergiche; esemplari vecchi o conservati in modo improprio possono irrancidirsi e causare intossicazioni alimentari. Inoltre, i funghi possono assorbire sostanze chimiche presenti in luoghi inquinati, accumulando inquinanti e metalli pesanti, tra cui arsenico e ferro, talvolta in concentrazioni letali.
Diverse varietà di funghi contengono composti psichedelici (i "funghi magici") pur assomigliando in vario modo a specie non psicoattive . Le specie più comunemente consumate a scopo ricreativo sono l'Amanita muscaria (detto volgarmente ovolo malefico) e la Psilocybe cubensis : la prima contiene alcaloidi come il muscimolo, mentre la seconda è prevalentemente psilocibina.
I funghi commestibili comprendono numerose specie fungine che vengono raccolte selvatiche o coltivate. I funghi selvatici comuni e facilmente coltivabili sono spesso disponibili nei mercati; quelli più difficili da ottenere (come il pregiato tartufo, il matsutake e la spugnola) possono essere raccolti in quantità minore e talvolta sono disponibili nei mercati agricoli o presso altri negozi di alimentari locali. Nonostante l'uso a lungo termine di funghi medicinali nella medicina popolare, non esiste alcuna prova scientifica che il consumo di "funghi medicinali" curi o riduca il rischio di malattie umane.